# James Hall (navigateur)
Pour les articles homonymes, voir James Hall et Hall.
James Hall (connu comme Jacob Hald au Danemark), né en 1574 à Kingston-upon-Hull et mort le 22 juillet 1612 au Groenland, est un navigateur et explorateur anglais.

## Biographie
Natif de Kingston-upon-Hull, il commande le Patience et tente dès 1605 de découvrir le passage du Nord-Ouest. Pilote des expéditions aux Groenland de John Cunningham et John Knight (1605), il atteint la latitude de 68°35' et découvre une mine d'argent.
Il dirige ensuite cinq navires pour des expéditions de minéralogie au service de la marine danoise, expéditions comprenant Godske Lindenov (en) (1606) et Carsten Richardson (en) (1607).
En 1612, avec William Baffin comme pilote, capitaine du Patience et du Heart's-Ease, il essaie de nouveau de trouver le passage du Nord-Ouest mais meurt, d'après des témoignages, lors d'une attaque des inuits en représailles à une prise d'otages effectuée par Cunningham en 1605.